# El misteriós cas de Styles
El misteriós cas de Styles (The Mysterious Affair at Styles en la seva versió original) és una novel·la de misteri de la novel·lista Agatha Christie. Va ser escrita durant la Primera Guerra Mundial, el 1916, i publicada per primera vegada per John Lane als Estats Units a l'octubre de 1920 i al Regne Unit per The Bodley Head el 21 de gener de 1921.
Aquesta va ser la primera novel·la en què hi apareix el seu famós detectiu de ficció Hercule Poirot, l'inspector (més tard inspector en cap) Japp i Arthur Hastings. Poirot, un refugiat belga de la Gran Guerra, s'està assentant a Anglaterra, prop de la casa d'Emily Cavendish, qui l'ajuda en la seva nova vida. El seu amic Hastings arriba com a hoste a casa seva. Però quan la dona apareix morta, Poirot usa les seves habilitats de detectiu per resoldre el misteri. Aquest és també l'escenari de Teló, últim cas de Poirot.

## Argument
La història comença a Anglaterra durant la Primera Guerra Mundial a Styles Court, una casa pairal d'Essex. Després de la mort del seu espòs, la vídua rica, Emily Cavendish, va heretar una finca de Styles, així com la major part dels béns monetaris del difunt senyor Cavendish. Al cap d'un temps, Mrs Cavendish va esdevenir la senyora Inglethorp al contraure matrimoni amb un home més jove, Alfred Inglethorp. A la casa també hi viuen els dos fillastres d'Emily, John i Lawrence Cavendish, l'esposa d'en John, Mary i Cynthia Murdoch. John Cavendish és l'hereu de la casa; és a dir, la propietat passarà a ell després de la mort de la seva madrastra, per voluntat del seu difunt pare. Lawrence Cavendish també aconseguiría una considerable suma de diners. Però la resta de la renda que va deixar el seu difunt marit a la Sra Inglethor es distribuiria d'acord amb la seva voluntat, que ella canvia almenys un cop l'any to i que, si no hi ha modificacions, heretaria el seu actual espòs, el Senyor Inglethorp. Cynthia, protegida del primer marit de la senyora, treballa durant la guerra a la farmàcia a l'hospital proper.
Els habitants de Styles es desperten i veuen Emily Inglethorp morir d'enverinament per estricnina. Hastings, que està en una casa d'hostes propera, demana ajuda al seu amic Hèrcules Poirot, que viu al poble proper, Styles St. Mary. Poirot intenta ordenar els esdeveniments que han envoltat l'assassinat. El dia que la van matar, es va sentir a Emily Inglethorp discutint amb algú, ja sigui el seu marit Alfred o el seu fillastre John. Després semblava molt angoixada i, pel que sembla, va fer un nou testament que ningú pot trobar. Va menjar poc en el sopar i es va retirar d'hora a la seva habitació on va guardar el document en el seu escriptori. El pany de la porta del moble va ser posteriorment forçat per algú i el testament eliminat. Però aquell dia, Alfred Inglethorp va deixar Styles d'hora al vespre i es va quedar tota la nit al poble proper, i per això no era present quan va ocórrer l'enverinament. Ningú s'explica com o quan l'estricnina es va administrar a la senyora Inglethorp.
 En un primer moment, Alfred és el principal sospitós. Ell és qui més hi té a guanyar financerament amb la mort de la seva esposa, i, ja que és molt més jove del que Emily era, els Cavendish sempre han sospitat que es tracta d'un caçafortunes. Evelyn Howard, secretaria i companya d'Emily, sembla odiar-lo. El comportament del marit és sospitós; va comprar obertament estricnina al poble abans que Emily fos enverinada i es nega a proporcionar una coartada.L' Inspector Japp està disposat a arrestar-lo, però Poirot intervé demostrant que ell no podria haver comprat el verí. Inspector Japp arresta John Cavendish, ja que ell hereta la casa segons la voluntat del seu pare.
 Poirot farà tot el possible per salvar a l'innocent John i tancar als culpables de la mort d'Emily Inglethorp.

## Personatges
- Arthur Hastings, el narrador, es recupera d'una malaltia a la casa d'hostes
- Hercule Poirot, famós detectiu belga desplaçat a Anglaterra junt amb altres compatriotes seus. Vell amic de Hastings
- Inspector Japp, de Scotland Yard
- Emily Inglethorp (Cavendish), dona gran amb important fortuna i propietària de Styles
- Alfred Inglethorp, jove marit de l'anterior amb fama de caçafortunes
- John Cavendish, fillastre gran d'Emily i hereu de Styles
- Mary Cavendish, muller de John
- Lawrence Cavendish, germà menor de John
- Evelyn Howard, secretària i companya de la senyora Inglethorp
- Cynthia Murdoch, jove filla òrfena d'un amic de la família
- Dr. Bauerstein, toxicòleg
- Dorcas, criada de Styles

## Acollida literària
The Times Literary Supplement (3 de febrer 1921) va fer una breu i entusasta crítica en la que va declarar: "L'únic defecte d'aquesta història és que és gairebé massa enginyosa." Va passar a descriure la configuració bàsica de la trama i va concloure: "Es diu que és el primer llibre de l'autora, i el resultat d'una aposta per la possibilitat d'escriure una història de detectius en què el lector no seria capaç de detectar el criminal. El lector ha de reconèixer que l'aposta ha estat guanyada ".
The New York Times Book Review (26 desembre 1920), també va quedar impressionat: "Encara que aquest pot ser el primer llibre publicat de la senyoreta Agatha Christie, ella desafia a l'astúcia d'un veterà ... s'ha d'esperar a l'últim capítol del llibre per a obtenir la darrera baula de la cadena de proves que permet al Sr. Poirot desentranyar tota la complexa trama i repartir la culpa a qui realment pertany".
El comentari de la novel·la al Sunday Times de 20 de febrer de 1921, va citar la nota promocional de l'editorial en relació amb la juguesca de Christie d'escriure el llibre en el que el lector no fos capaç d'endevinar l'assassí, i després va dir: "Personalment, no trobem aquest fet molt difícil, però som lliures d'admetre que la història és, sobretot per a una primera aventura a la ficció, molt ben ideada, i que la solució del misteri és el resultat de la deducció lògica. La història, per altra banda, és dinàmica, i els diversos personatges estan ben dibuixats ".
El col·laborador que va escriure la seva columna sota el pseudònim de "A Man of Kent" en l'edició del 10 de febrer 1921 del diari The Weekly va lloar la novel·la, però va ser massa generós en regalar la identitat dels assassins; "S'alegraran el cor de tots els que veritablement els agrada assaborir les històries de detectius, del Sr McKenna [qui?] Cap avall. He sentit que aquest és el primer llibre de la senyoreta Christie, i que ella el va escriure en resposta a un desafiament. Si és així, la gesta va ser increïble, perquè el llibre està organitzat tan hàbilment que no puc recordar cap llibre recent d'aquesta mena que s'aproximi mínimament. Està ben escrit, ben proporcionat, i ple de sorpreses. Quan té el lector la primera sospita de qui serà l'assassí? Per la meva banda, em vaig fer a la idea des del principi que el marit de menys edat de la dona era, en tots els sentits, el més indicat per assassinar-la, i em vaig negar a desestimar aquesta convicció quan la sospita sobre ell és dispersada per un moment. Però jo no estava gens preparat per trobar que el seu còmplice era la dona que es feia passar per la seva amiga. He de dir, però, que un expert en històries de detectius amb qui vaig discutir, va dir que estava convençut des del principi que el veritable culpable era la dona, qui la víctima creu que és la seva amiga més fidel. Espero no haver revelat massa de la trama. Els amants de les bones històries de detectius, sense excepció, s'alegren d'aquest llibre.
En el seu llibre, Talent per enganyar - Una apreciació d'Agatha Christie, l'escriptor i crític Robert Barnard va dir: "A la primera novel·la de Christie, de la qual ella va fer de £ 25 i John Lane va fer Déu sap quant, a la casa gran en temps de guerra, amb privacions, treballs de guerra i rumors d'espies, la seva mà era massa liberal amb pistes i pistes falses, però era una mà molt astuta, fins i tot en aquesta etapa
 En general El misteriós cas de Styles és un èxit considerable per a un autor primerenc. L'assassinat en una casa amb convidats és un estereotip en el gènere policial, del que Christie no en fa gran ús. No és el seu tipus d'escenari, almenys més endavant, i potser no és realment el seu estil. El joc de la família és molt més en la seva línia, i això és el que tenim aquí. Aquest és un dels pocs llibres de l'autora ancorats en el temps i en l'espai: estem a Essex, durant la Primera Guerra Mundial. La família es manté sota un mateix sostre per les exigències de la guerra i d'una matriarca exigent i no tirànica (no com un dels seus posteriors esplèndids monstres), sinó una caracterització simpàtiac i lleugerament a l'ombra. Si l'estil de vida de la família encara ens sembla de luxe, tenim la sensació que estem presenciant el començament de la fi de l'esplendor eduardiana i que l'era de la casa de camp ha entrat en la fase final. Christie s'aprofita d'aquesta sensació de final d'una època de diverses maneres: mentre que ella utilitza la gamma de servidors i el seu testimoni, un sentit de decadència, de ruptura és evident; existeixen actituds feudals però s'esquerden amb facilitat. El matrimoni de la matriarca amb un misteriós desconegut és l'esdeveniment central en una intricada xarxa de canvis subtils. És, també, una història molt intel·ligent, amb pistes i pistes falses. Però aquí arribem a un problema que Agatha Christie no ha resolt, per la longitud de la narració fàcilment es converteix en esgotador pel que fa a l'interès del lector, i massa pistes tendeixen a anul·lar-se entre sir. Aquests eren els problemes que Conan Doyle mai va superar satisfactòriament, però que Christie ho faria.